# 10257 Garecynthia
10257 Garecynthia (4333 T-3) là một tiểu hành tinh nằm phía ngoài của vành đai chính.